# Libanon op de Olympische Zomerspelen 1964
Libanon nam deel aan de Olympische Zomerspelen 1964 in Tokio, Japan. Voor de tweede opeenvolgende keer won het geen enkele medaille.

## Deelnemers en resultaten

### Schermen
| Olympiër                                                  | Discipline     | Resultaat | Prestatie |
| --------------------------------------------------------- | -------------- | --------- | --- |
| Hassan El-Said                                            | degen (m)      | 17e       | 1ste ronde groep B: 4de met 4 overwinningen 2de ronde groep A: 3de met 3 overwinningen 3de ronde: V van SWE Lindwall: 3-10 |
| Joseph Gemayel                                            | degen (m)      | 41e       | 1ste ronde groep C: 5de met 3 overwinningen                                                                                |
| Michel Saykali                                            | degen (m)      | 25e       | 1ste ronde groep D: 2de met 5 overwinningen 2de ronde groep E: 6de met 0 overwinningen                                     |
| Michel Saykali Joseph Gemayel Hassan El-Said Ibrahim Osma | degen team (m) | 11e       | 1ste ronde groep A: 4de met 0 overwinningen                                                                                |

### Schietsport
| Olympiër      | Discipline | Resultaat | Prestatie    |
| ------------- | ---------- | --------- | ------------ |
| Joseph Aoun   | trap (m)   | 40e       | 176 punten   |
| Antonios Saad | trap (m)   | DNS       | niet gestart |

Afghanistan · Algerije · Argentinië · Australië · Bahama's · België · Bermuda · Birma · Bolivia · Brazilië · Brits-Guiana · Bulgarije · Cambodja · Canada · Ceylon · Chili · Colombia · Congo-Brazzaville · Costa Rica · Cuba · Denemarken · Dominicaanse Republiek · Duits eenheidsteam · Ethiopië · Filipijnen · Finland · Frankrijk · Ghana · Griekenland · Groot-Brittannië · Hongarije · Hongkong · Ierland · IJsland · India · Irak · Iran · Israël · Italië · Ivoorkust · Jamaica · Japan · Joegoslavië · Kameroen · Kenia · Libanon · Liberia · Libië · Liechtenstein · Luxemburg · Madagaskar · Maleisië · Mali · Marokko · Mexico · Monaco · Mongolië · Nederland · Nederlandse Antillen · Nepal · Nieuw-Zeeland · Niger · Nigeria · Noord-Rhodesië · Noorwegen · Oeganda · Oostenrijk · Pakistan · Panama · Peru · Polen · Portugal · Puerto Rico · Roemenië · Senegal · Sovjet-Unie · Spanje · Taiwan · Tanganyika · Thailand · Trinidad en Tobago · Tsjaad · Tsjecho-Slowakije · Tunesië · Turkije · Uruguay · Venezuela · Verenigde Arabische Republiek · Verenigde Staten · Vietnam · Zuid-Korea · Zuid-Rhodesië · Zweden · Zwitserland